# 共和国議会 (北キプロス)
共和国議会（きょうわこくぎかい、トルコ語: Cumhuriyet Meclisi）は、北キプロス・トルコ共和国の立法府である。

## 概要
一院制、定数50、任期5年。
政党名簿比例代表で選出される。